# 山田好孝
山田 好孝（やまだ よしたか、1970年5月5日-  ）は、日本の警察官僚。警察庁生活安全局長。

## 来歴
東京都出身。東京大学法学部を卒業後、1993年 (平成5年)、警察庁に入庁。
入庁後、茨城県警察本部刑事部捜査第二課長、沖縄県警察本部警務部参事官、神奈川県警察本部警備部長、警察庁警備局外事情報部国際テロリズム対策課国際テロリズム情報官、警察庁生活安全局生活安全企画課長、警察庁長官官房企画課長などを歴任。警察庁長官官房企画課長在任中には、警察行政のデジタル化などに取り組んだ。
2021年8月30日、鹿児島県警察本部長に就任。約1年1か月の在任中、北朝鮮による拉致被害者の情報提供を呼びかけることなどに取り組んだ。
その後、警察大学校国際警察センター所長兼警察庁長官官房審議官(国際担当)、 内閣官房内閣審議官(内閣情報調査室)=内閣官房内閣情報調査室カウンターインテリジェンス・センター副センター長兼内閣官房国際テロ情報集約室次長を歴任。
2025年7月18日、警察庁生活安全局長に就任。

## 略歴
- 1993年4月-    警察庁入庁[3]
- 1997年8月-    警察庁長官官房教養課付[10]
- 1998年8月-    茨城県警察本部刑事部捜査第二課長[10]
- 2000年2月-    警察庁生活安全局薬物対策課課長補佐[11]
- 2010年8月-    沖縄県警察本部警務部参事官兼生活安全部参事官兼刑事部参事官兼交通部参事官兼警備部参事官兼警察庁長官官房付兼生活安全局付兼刑事局付兼交通局付兼警備局付兼内閣官房沖縄危機管理官兼沖縄連絡室沖縄分室兼外務省大臣官房兼北米局[12][13]
- 2012年8月-    神奈川県警察本部警備部長[14]
- 2014年4月-    警察庁警備局外事情報部国際テロリズム対策課国際テロリズム情報官[15]
- 2015年4月-    警察庁警備局外事情報部外事課外事特殊事案対策官兼公安課右翼対策室長兼特殊組織犯罪対策室長兼国際テロリズム対策課付[12]
- 2016年8月-    警察庁長官官房参事官(拉致問題対策担当)兼内閣官房副長官補付[16][17][18]
- 2017年9月-    警察庁生活安全局保安課長[19][20][21]
- 2020年
  - 1月-  警察庁生活安全局生活安全企画課長[22][23][24]
  - 8月-  警察庁長官官房企画課長[25][26][27]
- 2021年8月-    鹿児島県警察本部長 (同日付で任警視監)[7][8]
- 2022年10月- 警察大学校国際警察センター所長兼警察庁長官官房審議官(国際担当)[28][29]
- 2023年4月-内閣官房内閣審議官(内閣情報調査室)=内閣官房内閣情報調査室カウンターインテリジェンス・センター副センター長兼内閣官房国際テロ情報集約室次長[30][31]
- 2025年7月-    警察庁生活安全局長[2][3]